# Phare intérieur de Grand Haven

Le phare intérieur de Grand Haven (en anglais : Grand Haven South Pierhead Inner Light), est l'un des deux phares du lac Michigan, situé sur la jetée sud de Grand Haven où la Grand River entre dans le lac, dans le Comté d'Ottawa, Michigan.

## Historique
Un premier phare y a été allumé pour la première fois en 1881. Le phare actuel date de 1905. Il était équipé d'une lentille de Fresnel de sixième ordre qui est maintenant exposée au Tri-Cities Historical Museum  à Grand Haven. Celle-ci a été remplacée par une optique plus moderne de 250 mm.

### Statut actuel
Le phare a été mis en vente en 2009 en vertu de la National Historic Lighthouse Preservation Act (en). Le Grand Haven Lighthouse Conservancy  s'était porté acquéreur mais devant le refus du National Park Service la ville de Grand Haven en a accepté la propriété et l'a loué au Grand Haven Lighthouse Conservancy.La garde côtière a achevé les réparations et il a été repeint en 2013. Les deux phares sont accessibles par beau temps par la jetée.

## Description
Le phare actuel est une tour cylindrique en fonte, avec galerie et lanterne, de 15 m de haut. La tour est entièrement peinte en rouge.
Son feu à occultations émet, à une hauteur focale de 16 m, une lumière rouge de 3 secondes par période de 4 secondes.

## Caractéristiques dufeu maritime
Fréquence : 4 secondes (R)
- Lumière : 3 secondes
- Obscurité : 1 seconde

Identifiant : ARLHS : USA-1077 ; USCG :  7-18975 .

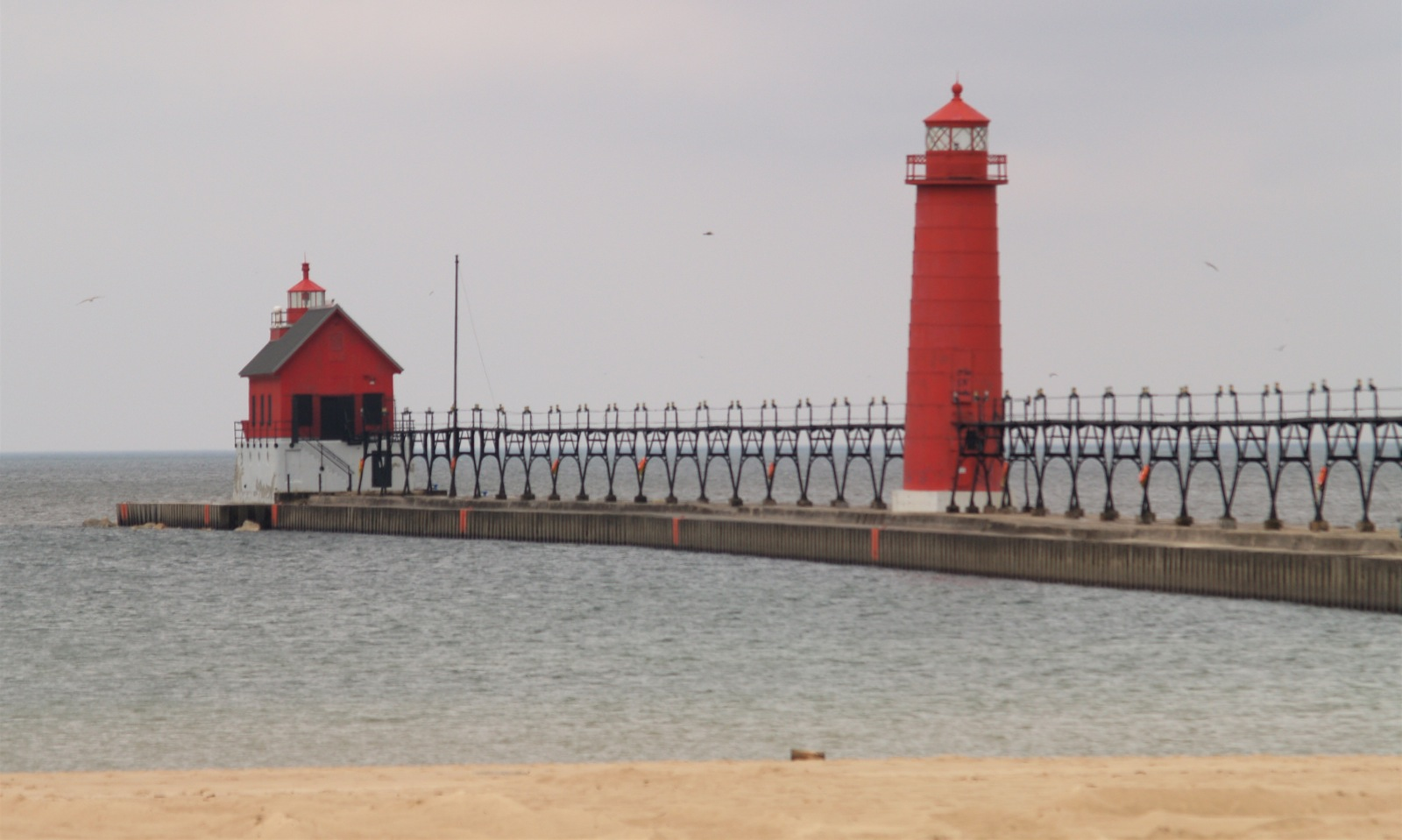
Les deux phares de Grand Haven
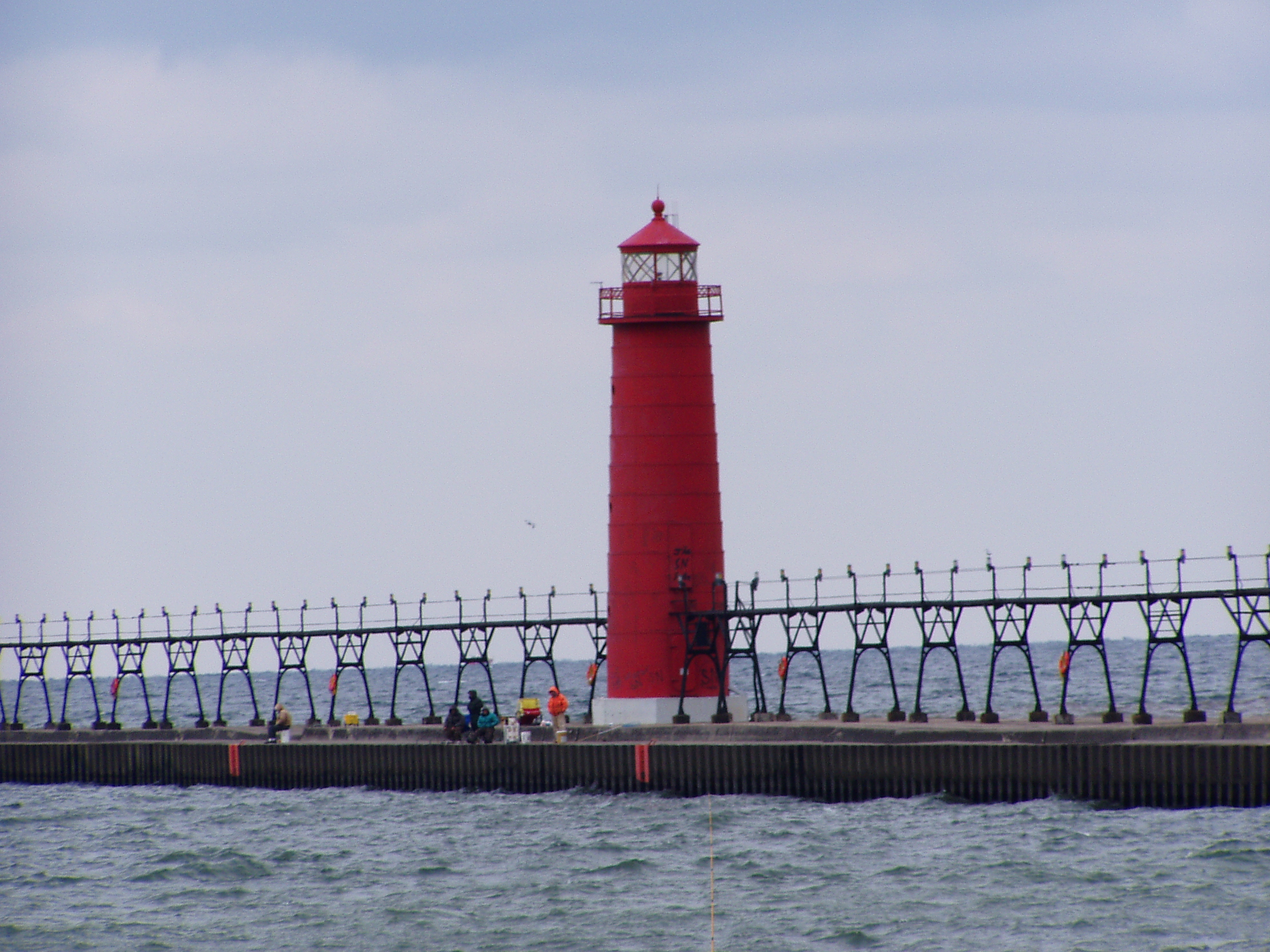
Le phare intérieur
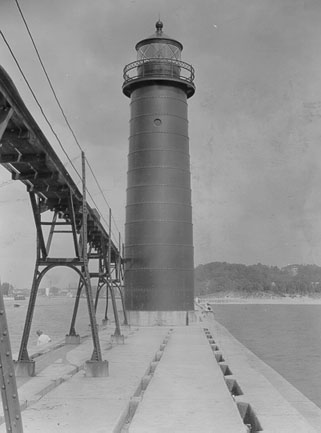
Le phare (photo USCG)

### Lien connexe
- Liste des phares au Michigan